# Хамфри од Глостера
Хамфри од Глостера (енгл. Humphrey, 3. октобар 1390 - 23. фебруар 1447) је био најмлађи  син енглеског краља Хенрија IV и његове супруге Мери Бохун, брат другог енглеског краља Хенрија V и стриц Хенрија VI .
Године 1414. додељена му је титула војводе од Глостера. Следеће године учествовао је у походу краља Хенрија V против Француске. Енглезе је после освајања града Арфлера напала француска војска, која је тешко поражена код Аженкура. После смрти Хенрија V 1422. године Хамфри је постао намесник његовог сина Хенрија VI. На том положају се одржао до 1429. године, када га је заменио Хенри Бофорт. Током његовог намесништва Енглеска је била у непрекидном хаосу, због његове пустоловне и немирне природе.
Хамфри је покварио односе између Енглеске и Бургундије тако што се оженио Жаклином, грофицом Холандије и Еноа и тако покушао да завлада Низоземском , на коју је војвода Бургундије полагао право. Бургундски војвода је потом 1435. године уговором из Араса стао на француску страну у Стогодишњем рату. Бургунђани су онда 1436. године напали енглески Кале, који је Хамфри успешно одбранио.
Хамфри се 1428. године оженио Елеонором Кобем. Елеонора је ухапшена 1441. године, под оптужбом да је вештица, када се Хамфри повлачи из јавног живота. Дана 20. фебруара 1447. године и он је ухапшен и затоврен у Бeри Сент Едмундсу у Сафоку, где је и умро три дана касније.

## Битка код Аженкура

### Поход краља Хенрија V
Учествовао је у походу свог брата свог брата Хенрија V против Француске. Августа 1415. године, Хенри се искрцао у Нормандији са неких 2 000 оклопника и око 6 000 стрелаца и одмах започео опсаду града Арфлера . Великим заслугама Хамфрија, град је пао 22. септембра, али до тада је епидемија дизентерије знатно смањила величину и снагу краљевске војске . Хенри је решио да се врати кући, али да би исказао свој презир према непријатељу, одлучио је да се врати преко Калеа .

### Припреме за битку
Ова одлука да се крене према Калеу била је крајње непромишљена. Зараза и губици у опсади Арфлера свели су војску на неких 6 000 људи. Било је мало намирница, па је војска скоро умирала од глади, а велике кише претвориле су област у море блата. Када је сазнао да француска војска наступа према њему, Хенри је схватио да су његови људи превише слаби да би покушали да беже и био је принуђен да се припреми за битку. Изабравши положај тако да су му бокове штитили воћњаци два села, Трамекура и Аженкура, Хенри је распоредио своје људе у већ три уобичајена одреда са витезовима и копљаницима у средини и стрелцима на боковима .

### Ток битке
Битка је почела јуришем француске коњице, који су углавном зауставили енглески стрелци. Мада њихове стреле нису могле да пробију оклоп витезова, могле су да им побију коње и тако разбију јуриш. Онда су кренули напред француски пешадијски одреди. Док су се витезови који су је чинили дотетурали кроз блато до енглеских положаја били су већ превише уморни да би се борили. Видевши у ком су они стању, Енглески стрелци су побацали лукове и кренули у борбу са Французима прса у прса. Пошто су уморни француски витезови једва држали оружје у рукама, Енглези су их лако заробљавали или убијали. У тренутку кад се трећи француски одред спремао да нападне краљ Хенри имао је готово исто толико заробљеника колико и војника.
Трећи одред француске војске се тихо повукао са бојишта. Енглески губици били су невероватно мали: мањи од стотину људи . Ускоро су Енглези завладали читавим севером Француске и заузели Париз .

## Намесник Енглеске

### Долазак на положај
Године 1422.    Хенри V се разболео  и умро  . У складу са уговором из Троа  круне Енглеске   и Француске , пошто је умро и француски краљ Шарл VI  , припале су Хенријевом сину Хенрију VI   , који у то време није имао ни годину дана  . Хамфри и његов брат Јован, војвода Бедфорда, постали су намесници. Они су поделили власт, тако да је Хамфри владао Енглеском, а Јован Француском  .

### Хамфријево меценатство
Хамфри је био један од најзанимљивијих људи тог доба. Био је весео, раскоши предан кнез, покровитељ учених људи и сакупљач књига. Његова библиотека била је темељ велике Бодлејске библиотеке у Оксфорду. Он је, такође, био амбициозан и непромишљен .

### Феудална анархија

#### Избијање немира
Због његове пустоловне и немирне природе, Енглеска је била у нереду . Око престола је заметнута борба најкрупнијих феудалаца Енглеске за утицај и власт .
Док су ратни успеси Хенрија V привремено задржавали народно незадовољство, безобзирно господарење феудалаца, прекомерно повишавање пореза, пљачкање државне касе и срамни неуспеси у Француској сада су изазивали су све веће роптање . Виши слојеви у Енглеској нису били заинтересовани за француске поседе свог краља-дечака и уопште нису имали намеру да троше новац како би се они очували . Ритери, буржоазија и горњи слој сељака желели су јаку власт која би учинила крај феудалној анархији .

#### Самовоља феудалаца
Феудални великаши били су окружени великим пратњама најамника, који су углавном били врбовани међу пропалим племством. Добијали су униформу (ливреја) с грбом барона — отуда назив тих војних пратњи ливреје. Господариле су групе феудалаца, међусобно повезане родбинским везама — читави феудални кланови. Велике феудалце окруживали су мали рођаци и суседи који су од њих зависили. Феудалаци са својим ливрејом, са својим сродницима и клијентима, нису се бојали ни краља, ни његових судова ни чиновника. Они су нападали на суседе, заузимали њихову земљу, а његова пратња понекад је пљачкала на друмовима и упуштала се у праве битке с властима и с државном војском. Избори за парламент вршили су се под непосредним притиском тих банди које су гласале по наређењу свог лорда и утеривале страх у кости свим осталим бирачима. Доњи дом доспео је у руке баронских експонената. Барони су долазили у парламент с наоружаним пратњама. Када је било забрањено да се у парламент уноси оружје, они су долазили с тољагама. Парламент је 1426. године добио назив батински парламент. Када су забрањене тољаге, они су крили под плаштевима камење и оловне тегове.

#### Опадање феудалне привреде
Ово васкрсавање феудалне анархије стојало је у вези са опадањем феудалне привреде. У то време када се ново племство прилагођавало новим условима производње и све више пребацивало на колосек капиталистичке експлоатације, привреда крупних феудалаца, који су живели првенствено од феудалне ренте, преживљавала је оштру кризу . Пошто нису успели да повећају феудалну ренту и кулук, они су у већини случајева престали да воде властелинско газдинство и давали су властелинску земљу у аренду . Арендатори властелинске земље били су углавном обогаћени сељаци. Ликвидација властелинског газдинства дала је знатан потстицај за раслојавање сељака и пораст богатог горњег слоја у њему, али у исто време она је имала и врло важних последица за феудалце.

#### Сналаженње племства у овој ситуацији
Ликвидиравши своје властелинско газдинство, феудалци су изгубили сваку везу с тржиштем и нису имали могућности да из трговине извлаче профит. У исто време сељачке ренте су биле фиксиране. Феудалци су се претворили у просте уживаоце ренте, али су на том путу њихове могућности биле веома ограничене и зато су они усмерили своје жеље у правцу паразитске експлоатације државног апарата као средства за повећање својих прихода. Главни задатак феудалних клика постао је борба за власт, борба за стицање краљевске круне или утицаја на краљевском двору како би се пљачкала државна каса. Други извор прихода постаје војничка пљачка, ратни плен па чак и једноставно пљачкање на друмовима. У епохи општег успона привредног живота Енглеске феудалци су се опет претворили у опасне пљачкаше, подивљали су и својом крвавом борбом за плен наносили огромну штету интересима оних класа које сада све више избијају у први ред у привредном животу земље .

### Трговина
У то време енглески трговачки бродови појавили су се у свим морима западне Европе.
У Енглеској је почело да се мења читаво друштвено уређење. Прво место у енглеској привреди почело је да добија гајење оваца, производња тканина и поморска трговина. Све је то рушило стари феудални поредак. Систем кметства настављао је да брзо пропада, а на селу и у граду све се више ширио најамни рад. Почело је да се ствара ново племство , које се формира углавном у средини ритерства . Ново племство није личило на старо, феудално. Оно није живело толико од експлоатације зависног сељаштва колико од експлоатације најамног рада и продаје својих производа. Трговина, цене вуни и житу, ниска најамнина — то су била питања која су највише интересовала ново племство. У редове тог новог племства продиру трговци, који су купили земљопосед, а исто тако и обогаћени кулаци. Новом племству била је потребна јака краљевска власт, која би могла да заштити интересе енглеске трговине и да чврсто држи у потчињености раднике .

### Долазак Енглеског језика
У то доба Енглески тек постепено потискује латински и француски језик из суда и парламента. Парламентарни актови су тада писани на француском. Латински остаје језик цркве и науке, али говорни језик свих класа друштва и језик књижевности постаје енглески .

### Економија Енглеске
Без обзира на све политичке раздоре и ратне неуспехе, Енглеска се брзо економски развијала. Иако су се феудални нереди тешко одразили на народној привреди, а ратни неуспеси неповољно утицали на енглеско занатство и трговину, запажао се општи пораст производних снага и дубоки друштвени преображај.
Аренда у пољопривреди почела је да игра све већу улогу. Ликвидација домена на земљи крупних феудалаца створила је за њу нарочито повољне услове. Друга карактеристична појава на енглеском селу постаје прелажење једног дела обогаћених кулака, који су накуповали знатне деонице земље, у редове племства. Земљу су често стицали и трговци, зеленаши, занатлије тежећи не само да уносно уложе свој новац, већ да стекну и политички утицај који је био везан с поседовањем земље .
Племство које је реорганизовало своје газдинство на новим основама, нови земљопоседници и горњи слој богатог сељаштва били су заинтересовани за јаку краљевску власт .
До крупне промене долази у области занатства. Дошло је до преустројства градских еснафа, раслојавања у еснафима, отежавања уласка у редове мајстора, претварања калфи у сталне најамне раднике. Уједно с тим почели су да настају и савези калфи. Низ малих еснафских мајстора фактички је изгубио своју самосталност па је приморан да ради за крупне мајсторе и трговце. У градском се занатству све више заоштравала класна борба. Градска управа се затворила у узак круг, усретсређујући су у рукама еснафских врхова. У борби за обуздавање и потчињавање претпролетаријата још неојачалој градској буржоазији такође је била потребна подршка јаке централне власти.
Главна линија развитка енглеског занатства ипак је текла мимо градова. Нова форма занатске организације — мануфактура — изграђује се на селу. Град са својим еснафским ограничењима и монополима није представљао за њу повољну основицу. Маса сеоских кућних занатлија се потчинила богатим трговцима-мануфактуристима. Ту су се створили првобитни облици капиталистичке експлоатације, којој је била потребна енергична државна подршка.
1422. године трговци Ханзе извезли су из Лондона 4.464 трубе (пече) сукна, и од тад је број извезених сукана стално растао. Сем тога, и енглески трговци почињу да извозе тканине. Енглеска је све више прелазила на активну трговину, на освајање нових тржишта.
Енглеској спољној политици у знатној мери давали су правац интереси енглеске трговине. Јака централна власт, способна да води чврсту политику, била је потребна енглеским трговцима, који су освајали нова тржишта .

### Одлазак са положаја
Године 1429. Хамфрија су заменили чланови куће Бофорт  предвођени Хенријем Бофортом, бискуп Винчестера.

## Жаклина од Еноа
Жаклина, млада и богата грофица Еноа, Холандије и Зеланда, није се слагала са својим мужем Жаном од Брабанта, па је побегла у Енглеску. У Енглеској је привукла пажњу предузимљивог Хамфрија. Марљиво тражећи сагласност од разних супротстављених папа, Жаклина је успела да обезбеди поништење свог брака и да се уда за Хамфрија. На то је њен рођак, бургундски војвода Филип Добри, који се надао да ће после њене смрти наследити њене земље, упао у њих, протерао Хамфрија и бацио је у тамницу и преузео њено наслеђе. Овај Хемфијев поступак је нарушио односе између војводе Бургундије и војводе Бедфорда, који се није трудио да обузда свог напраситог брата .

## Последње године и смрт
Наклоност бургундског војводе према Енглезима је опадала, па се уговором у Арасу измирио са  француским краљем Шарлом VII   . Бургунђани су онда 1436. године опсели енглески Кале. Хамфри је успешно одбранио град, иако је било сасвим јасно да су енглески напори да се сачувају француски поседи Хенрија VI узалудни .
Године 1428. Хамфри се оженио својом дугогодишњом љубавницом Елеонором Кобем, која се бавила некромантијом. Елеонора је оптужена за јерес и ухапшена 1441. године, а Хамфри се повукао из јавног живота. 20. фебруара 1447. године Хамфри је под оптужбом за издају ухапшен и затворен у Бури-Сент-Едмундсу у Сафоку. Три дана касније он је умро. Сахрањен је у катедрали у Сент Олбансу.

## Генеалогија
|  |                                               |  |  |  |  |  |  |  |  |  |  |  |  |  |  |  |
|  | 16. Едвард II Плантагенет, краљ Енглеске      |  |  |  |  |  |  |  |  |  |  |  |  |  |  |  |
|  |                                               |  |  |  |  |  |  |  |  |  |  |  |  |  |  |  |
|  |                                               |  |  |  |  |  |  |  |  |  |  |  |  |  |  |  |
|  | 8. Едвард III Плантагенет, краљ Енглеске      |  |  |  |  |  |  |  |  |  |  |  |  |  |  |  |
|  |                                               |  |  |  |  |  |  |  |  |  |  |  |  |  |  |  |
|  |                                               |  |  |  |  |  |  |  |  |  |  |  |  |  |  |  |
|  | 17. Изабела Француска                         |  |  |  |  |  |  |  |  |  |  |  |  |  |  |  |
|  |                                               |  |  |  |  |  |  |  |  |  |  |  |  |  |  |  |
|  |                                               |  |  |  |  |  |  |  |  |  |  |  |  |  |  |  |
|  | 4. Џон од Гента, војвода од Ланкастера        |  |  |  |  |  |  |  |  |  |  |  |  |  |  |  |
|  |                                               |  |  |  |  |  |  |  |  |  |  |  |  |  |  |  |
|  |                                               |  |  |  |  |  |  |  |  |  |  |  |  |  |  |  |
|  | 18. Виљем III де Ено, гроф Холандије          |  |  |  |  |  |  |  |  |  |  |  |  |  |  |  |
|  |                                               |  |  |  |  |  |  |  |  |  |  |  |  |  |  |  |
|  |                                               |  |  |  |  |  |  |  |  |  |  |  |  |  |  |  |
|  | 9. Филипа од Еноа                             |  |  |  |  |  |  |  |  |  |  |  |  |  |  |  |
|  |                                               |  |  |  |  |  |  |  |  |  |  |  |  |  |  |  |
|  |                                               |  |  |  |  |  |  |  |  |  |  |  |  |  |  |  |
|  | 19. Жана Валоа од Еноа                        |  |  |  |  |  |  |  |  |  |  |  |  |  |  |  |
|  |                                               |  |  |  |  |  |  |  |  |  |  |  |  |  |  |  |
|  |                                               |  |  |  |  |  |  |  |  |  |  |  |  |  |  |  |
|  | 2. Хенри IV Ланкастер, краљ Енглеске          |  |  |  |  |  |  |  |  |  |  |  |  |  |  |  |
|  |                                               |  |  |  |  |  |  |  |  |  |  |  |  |  |  |  |
|  |                                               |  |  |  |  |  |  |  |  |  |  |  |  |  |  |  |
|  | 20. Хенри Плантагенет, војвода Ланкастера     |  |  |  |  |  |  |  |  |  |  |  |  |  |  |  |
|  |                                               |  |  |  |  |  |  |  |  |  |  |  |  |  |  |  |
|  |                                               |  |  |  |  |  |  |  |  |  |  |  |  |  |  |  |
|  | 10. Хенри I од Ланкастера, војвода Ланкастера |  |  |  |  |  |  |  |  |  |  |  |  |  |  |  |
|  |                                               |  |  |  |  |  |  |  |  |  |  |  |  |  |  |  |
|  |                                               |  |  |  |  |  |  |  |  |  |  |  |  |  |  |  |
|  | 21. Мод Чауорт                                |  |  |  |  |  |  |  |  |  |  |  |  |  |  |  |
|  |                                               |  |  |  |  |  |  |  |  |  |  |  |  |  |  |  |
|  |                                               |  |  |  |  |  |  |  |  |  |  |  |  |  |  |  |
|  | 5. Бланш од Ланкастера                        |  |  |  |  |  |  |  |  |  |  |  |  |  |  |  |
|  |                                               |  |  |  |  |  |  |  |  |  |  |  |  |  |  |  |
|  |                                               |  |  |  |  |  |  |  |  |  |  |  |  |  |  |  |
|  | 22. Хенри де Бомон, гроф Бухана               |  |  |  |  |  |  |  |  |  |  |  |  |  |  |  |
|  |                                               |  |  |  |  |  |  |  |  |  |  |  |  |  |  |  |
|  |                                               |  |  |  |  |  |  |  |  |  |  |  |  |  |  |  |
|  | 11. Изабела де Бомон                          |  |  |  |  |  |  |  |  |  |  |  |  |  |  |  |
|  |                                               |  |  |  |  |  |  |  |  |  |  |  |  |  |  |  |
|  |                                               |  |  |  |  |  |  |  |  |  |  |  |  |  |  |  |
|  | 23. Алиса Комин, грофица Бухана               |  |  |  |  |  |  |  |  |  |  |  |  |  |  |  |
|  |                                               |  |  |  |  |  |  |  |  |  |  |  |  |  |  |  |
|  |                                               |  |  |  |  |  |  |  |  |  |  |  |  |  |  |  |
|  | 1. Хамфри од Глостера                         |  |  |  |  |  |  |  |  |  |  |  |  |  |  |  |
|  |                                               |  |  |  |  |  |  |  |  |  |  |  |  |  |  |  |
|  |                                               |  |  |  |  |  |  |  |  |  |  |  |  |  |  |  |
|  | 24. Хамфри Бохун, гроф Херефорда              |  |  |  |  |  |  |  |  |  |  |  |  |  |  |  |
|  |                                               |  |  |  |  |  |  |  |  |  |  |  |  |  |  |  |
|  |                                               |  |  |  |  |  |  |  |  |  |  |  |  |  |  |  |
|  | 12. Вилијам де Бохун, гроф Нортемптона        |  |  |  |  |  |  |  |  |  |  |  |  |  |  |  |
|  |                                               |  |  |  |  |  |  |  |  |  |  |  |  |  |  |  |
|  |                                               |  |  |  |  |  |  |  |  |  |  |  |  |  |  |  |
|  | 25. Елизабета Рудланска                       |  |  |  |  |  |  |  |  |  |  |  |  |  |  |  |
|  |                                               |  |  |  |  |  |  |  |  |  |  |  |  |  |  |  |
|  |                                               |  |  |  |  |  |  |  |  |  |  |  |  |  |  |  |
|  | 6. Хамфри де Бохун, гроф Херефорда            |  |  |  |  |  |  |  |  |  |  |  |  |  |  |  |
|  |                                               |  |  |  |  |  |  |  |  |  |  |  |  |  |  |  |
|  |                                               |  |  |  |  |  |  |  |  |  |  |  |  |  |  |  |
|  | 26. Бартоломеј де Бадлсмер, барон Бадлсмера   |  |  |  |  |  |  |  |  |  |  |  |  |  |  |  |
|  |                                               |  |  |  |  |  |  |  |  |  |  |  |  |  |  |  |
|  |                                               |  |  |  |  |  |  |  |  |  |  |  |  |  |  |  |
|  | 13. Елизабета де Бадлсмер                     |  |  |  |  |  |  |  |  |  |  |  |  |  |  |  |
|  |                                               |  |  |  |  |  |  |  |  |  |  |  |  |  |  |  |
|  |                                               |  |  |  |  |  |  |  |  |  |  |  |  |  |  |  |
|  | 27. Маргарет де Клер, баронеса Бадлсмера      |  |  |  |  |  |  |  |  |  |  |  |  |  |  |  |
|  |                                               |  |  |  |  |  |  |  |  |  |  |  |  |  |  |  |
|  |                                               |  |  |  |  |  |  |  |  |  |  |  |  |  |  |  |
|  | 3. Мери Бохун                                 |  |  |  |  |  |  |  |  |  |  |  |  |  |  |  |
|  |                                               |  |  |  |  |  |  |  |  |  |  |  |  |  |  |  |
|  |                                               |  |  |  |  |  |  |  |  |  |  |  |  |  |  |  |
|  | 28. Едмунд Фицалан, краљ Арундела             |  |  |  |  |  |  |  |  |  |  |  |  |  |  |  |
|  |                                               |  |  |  |  |  |  |  |  |  |  |  |  |  |  |  |
|  |                                               |  |  |  |  |  |  |  |  |  |  |  |  |  |  |  |
|  | 14. Ричард Фицалан, гроф Арундела             |  |  |  |  |  |  |  |  |  |  |  |  |  |  |  |
|  |                                               |  |  |  |  |  |  |  |  |  |  |  |  |  |  |  |
|  |                                               |  |  |  |  |  |  |  |  |  |  |  |  |  |  |  |
|  | 29. Алиса де Верен                            |  |  |  |  |  |  |  |  |  |  |  |  |  |  |  |
|  |                                               |  |  |  |  |  |  |  |  |  |  |  |  |  |  |  |
|  |                                               |  |  |  |  |  |  |  |  |  |  |  |  |  |  |  |
|  | 7. Џоана Фицалан                              |  |  |  |  |  |  |  |  |  |  |  |  |  |  |  |
|  |                                               |  |  |  |  |  |  |  |  |  |  |  |  |  |  |  |
|  |                                               |  |  |  |  |  |  |  |  |  |  |  |  |  |  |  |
|  | 30. Хенри Плантагенет, војвода Ланкастера     |  |  |  |  |  |  |  |  |  |  |  |  |  |  |  |
|  |                                               |  |  |  |  |  |  |  |  |  |  |  |  |  |  |  |
|  |                                               |  |  |  |  |  |  |  |  |  |  |  |  |  |  |  |
|  | 15. Елеонора од Ланкастера                    |  |  |  |  |  |  |  |  |  |  |  |  |  |  |  |
|  |                                               |  |  |  |  |  |  |  |  |  |  |  |  |  |  |  |
|  |                                               |  |  |  |  |  |  |  |  |  |  |  |  |  |  |  |
|  | 31. Мод Чауорт                                |  |  |  |  |  |  |  |  |  |  |  |  |  |  |  |
|  |                                               |  |  |  |  |  |  |  |  |  |  |  |  |  |  |  |
|  |                                               |  |  |  |  |  |  |  |  |  |  |  |  |  |  |  |

## Галерија
- Историјски иницијал Тумачења Егзодуса (енгл. Commentary on Exodus) Џона Копгрејва показује Копгрејва који представља свој рукопис Хамфрију од Глостера. Један од три тома преосталих из оригиналног завештања војводе од Глостера у Бодлеанској библиотеци у универзитету у Оксфорду. Рад је из 1440. године.
- Историјски иницијал стиха превода Паладијусове књиге За пољопривреду (лат. De Agricultura), који приказује грб Хамфрија од Глостера, који је наручио рад. Један од три тома преосталих из оригиналног завештања војводе од Глостера у Бодлеанској библиотеци у универзитету у Оксфорду. Рад је завршен у марту 1442. године.
- Хамфријева Бодлеанска библиотека у Оксфорду, гравура Дејвида Логана из 1675. године.
- Хамфријев отац краљ Хенри IV Ланкастер. Слика из 1620. године.
- Хамфријева мајка Мери Бохун на псалтиру прославе свог венчања, урађено 1385. године.
- Илустрација Хамфријевог брата Хенрија V из Каселове Историје Енглеске, објављено око 1902. године.
- Минијатура Хамфријевог брата Јована, војводе од Бедфорда, који клечи испред Светог Ђорђа, илуминација на пергаменту, урађено 1435. године у Паризу.
- Битка код Аженкура, минијатура из XV века.
- Опсада Калеа (1436), слика из књиге Марцијала од Оверње, Бдења краља Шарла VII (фр. Vigiles du roi Charles VII), Париз, Француска, XV век.